# Motor cu abur

Animația unui motor cu abur, orizontal, cu dublă acțiune, cu regulator centrifugal.

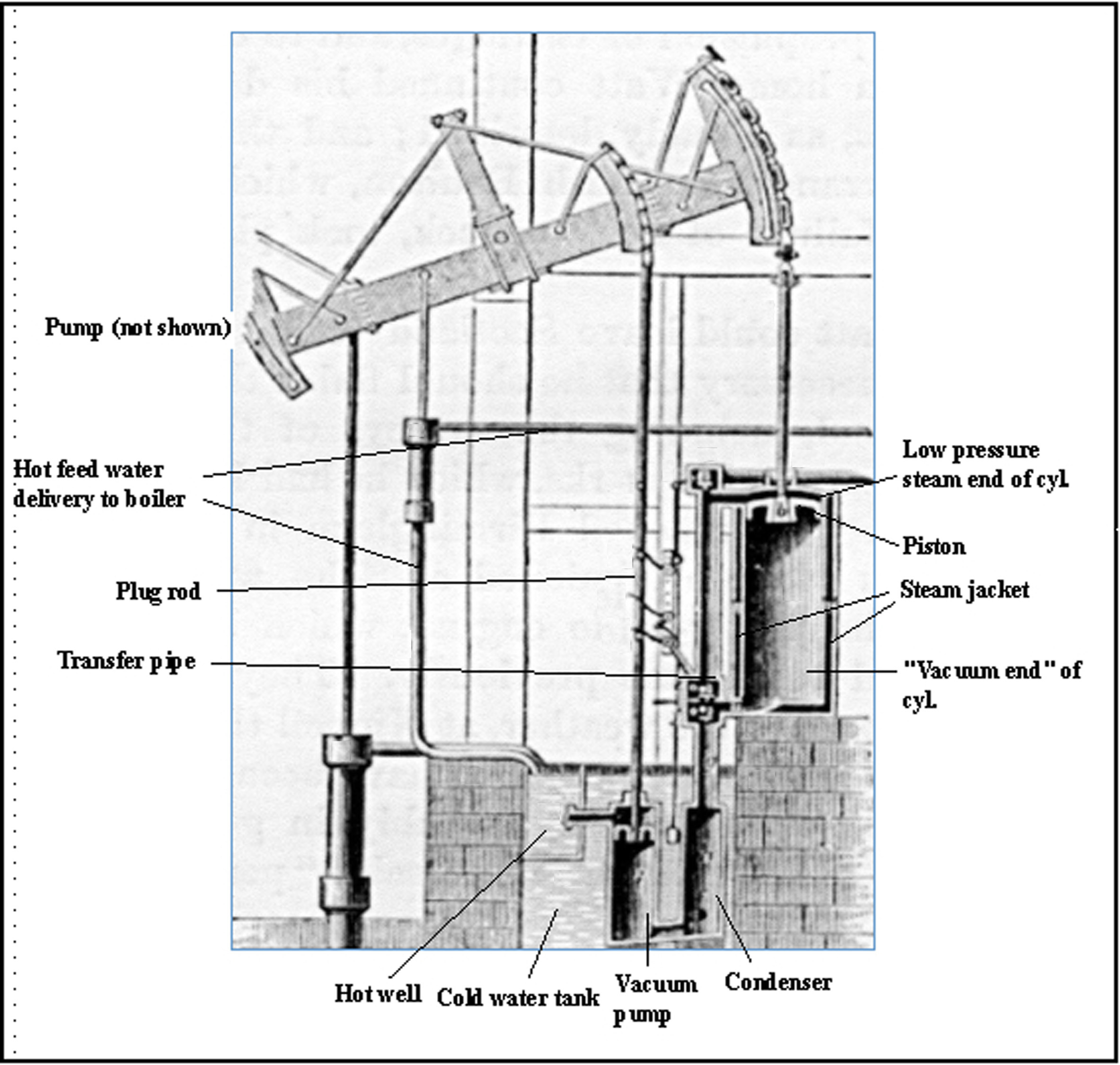
Mașina lui James Watt.

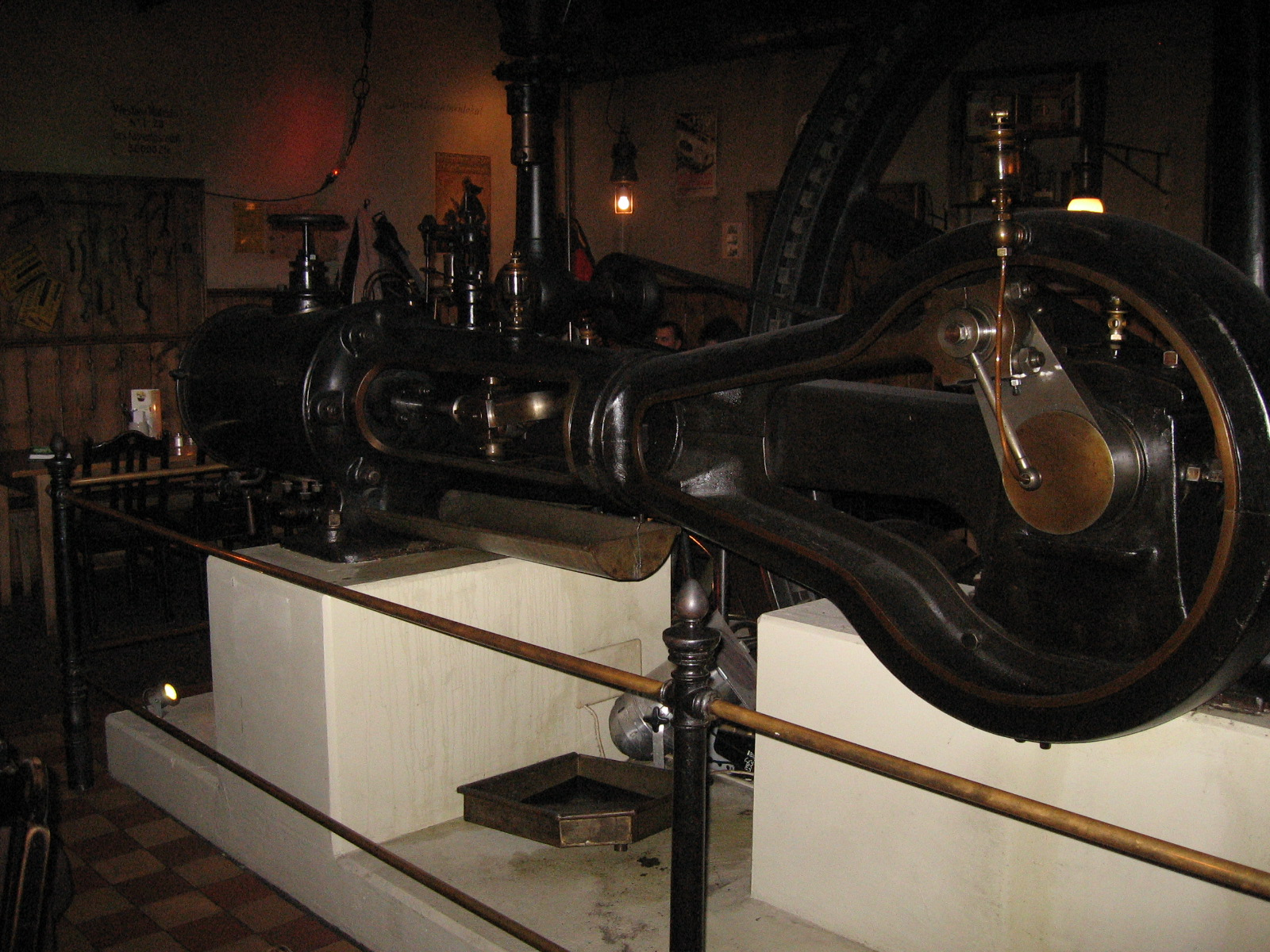
Motor cu abur orizontal.

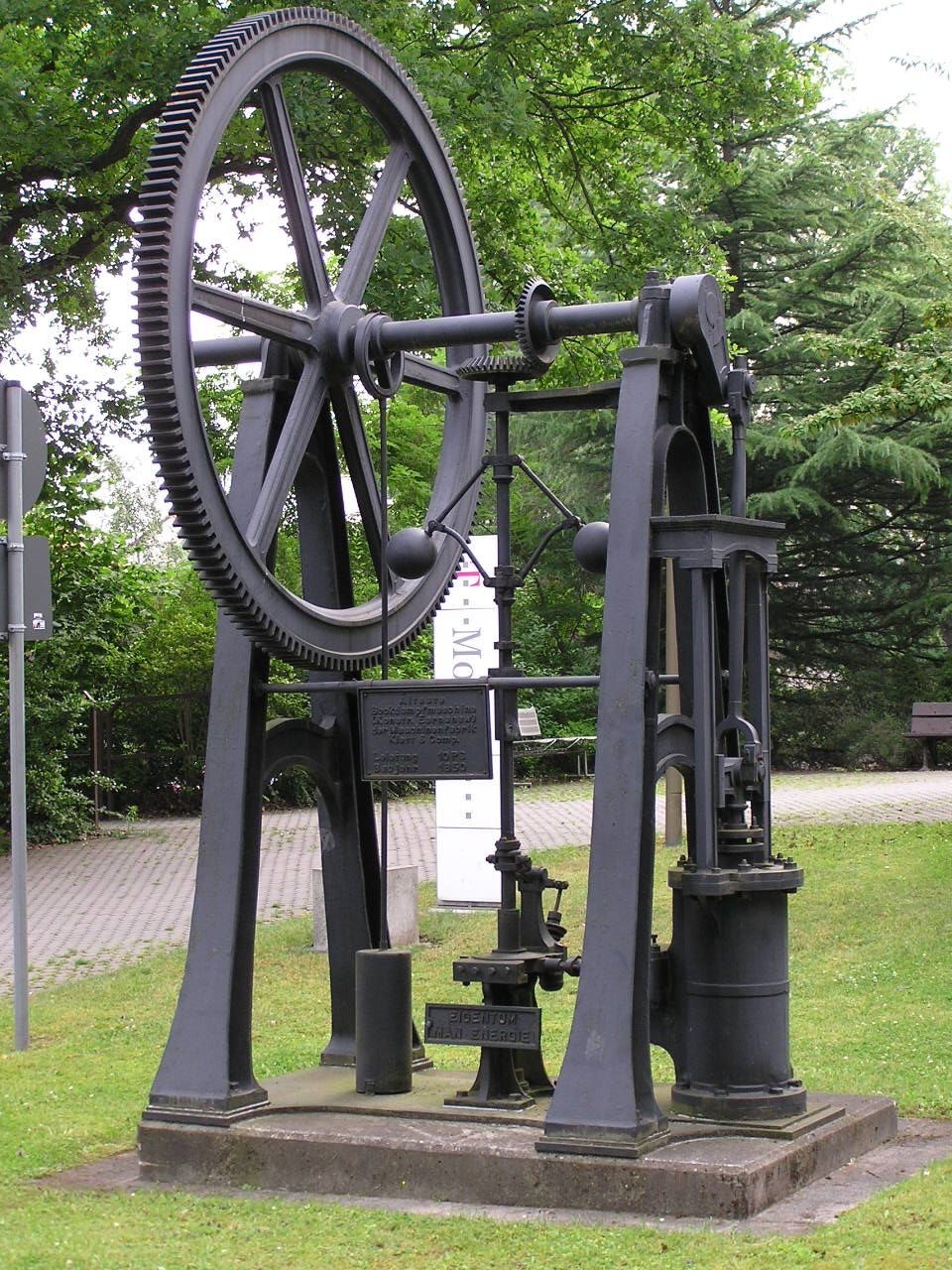
Motor cu abur vertical cu o putere de 10 CP (1850).

Motorul cu abur este un motor termic cu ardere externă, care transformă energia termică a aburului în lucru mecanic. Aburul sub presiune este produs într-un generator de abur prin fierbere și se destinde într-un agregat cu cilindri, în care expansiunea aburului produce lucru mecanic prin deplasarea liniară a unui piston, mișcare care de cele mai multe ori este transformată în mișcare de rotație cu ajutorul unui mecanism bielă-manivelă. Căldura necesară producerii aburului se obține din arderea unui combustibil sau prin fisiune nucleară.
Motoarele cu abur au dominat industria și mijloacele de transport din timpul Revoluției industriale până în prima parte a secolului al XX-lea, fiind utilizate la acționarea locomotivelor, vapoarelor, pompelor, generatoarelor electrice, mașinilor din fabrici, utilajelor pentru construcții (excavatoare) și a altor utilaje. A fost înlocuit în majoritatea acestor aplicații de motorul cu ardere internă și de cel electric.

## Istoria motorului cu abur
Prima mașină cu aburi a fost inventată în secolul I d. Hr. de către inginerul grec Heron din Alexandria. O sferă goală pe dinăuntru era pivotată pe două tuburi prin care trecea aburul dintr-un mic fierbător. Aburul umplea sfera și ieșea prin țevi dispuse în părți opuse ale acesteia. Jeturile de abur care țâșneau determinau sfera să se rotească. Totuși, în ciuda faptului că era o invenție interesantă, mașina nu servea unui scop util.
Primul om care a avut ideea de a transforma pompa cu piston în mașină termică, a fost francezul Denis Papin în anul 1679. Din păcate nu a putut să o pună în practică din lipsă de fonduri. El a murit în sărăcie, în 1714.
Primul motor cu abur a fost proiectat în 1698 de Thomas Savery, un inginer englez. Acest motor era conceput să pompeze apa din mine, dar singura lui întrebuințare a fost să pompeze apa în casele înalte din Londra.
Primul motor performant a fost construit în 1712 de inginerul Thomas Newcomen, din Cornwall. Acest motor avea un braț mare care pompa apa cu o frecvență de 16 mișcări de du-te-vino pe minut.
În 1776, James Watt, un constructor scoțian de mecanisme, a adus îmbunătățiri motorului lui Newcomen.
Nicolas Cugnot a fost primul care, în 1769, a folosit motorul cu abur la un vehicul. Acest vehicul putea transporta 4 persoane, dar a fost folosit la transportul armamentului greu. Viteza maximă care a fost atinsă cu acest vehicul a fost de 5 km/h.

## Mașina lui Watt

Schema unui motor cu abur cu triplă expansiune.

La mașina sa inventată în 1769, aburul trecea într-o cameră separată pentru condensare. Deoarece cilindrul nu era încalzit și răcit alternativ, pierderile de căldură ale mașinii erau relativ scăzute. De asemenea, mașina lui Watt era mai rapidă. Aceste soluții și diversele îmbunătățiri concepute de Watt au făcut ca mașina cu aburi să poată fi folosită într-o gamă largă de aplicații.
În perioada victoriana, locomotive cu abur puternice revoluționaseră deja călătoria pe uscat. Mașinile cu abur au făcut posibile și tipărirea ziarelor, torsul și țesutul textilelor și acționarea mașinilor de spălat în „spălătoriile cu aburi”. Mașinile cu abur puneau în mișcare caruselele, iar unii fermieri foloseau energia aburului pentru a ara pământul. Antreprenorii de curățătorii aveau aspiratoare cu abur, și la cele mai bune frizerii din orașe existau chiar și perii pentru masarea capului acționate cu abur.

## Motorul cu abur, azi
Deși timpul motorului cu abur a trecut de mult, se pare că o renaștere al acestuia nu este exclusă.
La însărcinarea firmei Volkswagen AG, la sfârșitul anilor 90, firma IAV GmbH a dezvoltat un astfel de „motor cu abur” modern. Arderea externă produce gaze de ardere cu toxicitate extrem de scăzută. Aburul este introdus în cantitatea necesară prin injectoare similare cu cele ale motorului Diesel. La sfârșitul anului 2000 firma Enginion a dezvoltat prototipul „SteamCell” cu ZEE (în engleză Zero Emission Engine - „emisiune zero”). Acest motor lucrează în doi timpi, fără lubrifianți, părțile componente fiind fabricate dintr-un material superior pe bază de carbon.